# الملعون (رواية)
الملعون (بالإنجليزية: The Accursed)‏ هي رواية للكاتبة الأمريكية جويس كارول أوتس، نشرت عام 2013، عن دار نشر إيكو بريس.

## القصة
وهي من سلسلة الروايات القوطية. وتدور الأحداث في برينستون في نيوجرسي في أوائل القرن العشرين وتعرض تنوعاً من الموضوعات الخارقة للطبيعة، وتتبع أثرها على أعضاء العديد من العائلات الساكنة في تلك المنطقة.
تضم رواية الملعون عدداً من الشخصيات التاريخية المستخدمة في سياق أدبي، من بينهم الرئيس وودرو ويلسون والكتاب مارك توين وأبتو سنكلير وزوجته الأولى ميتا.
قال ستيفن كينغ عنها: أول رواية قوطية في أدب ما بعد الحداثة.